# Oecetis kimminsi
Oecetis kimminsi là một loài Trichoptera trong họ Leptoceridae. Chúng phân bố ở miền Australasia.